# Poesía romántica
La poesía romántica formó parte del movimiento romántico dentro de la literatura europea durante los siglos XVIII y XIX. Algunos han atribuido la época romántica de la poesía a una reacción contra la Ilustración y la Revolución industrial. La poesía romántica aboga por un regreso del hombre a la naturaleza, lo que se ve, en particular, en las obras de Wordsworth. Cansados de la lucha por la razón y la búsqueda de la verdad, los románticos decidieron desechar la razón y abrazar la belleza.
El uso del término poesía romántica puede variar, pero la definición más común es un movimiento dentro de la poesía que busca una libertad formal, efecto emocional incrementado y uso de fuentes antiguas y folclóricas para la poesía.

## Características
Los temas frecuentes de la poesía romántica son: Yo y el amor apasionado, amor imposible pero sin barreras o imposible y que siempre conduce a un trágico destino. Se representa a la muerte como única forma de escapar a la dura realidad y el rechazo; esta es también la liberación del alma. La sociedad y la vida política también son uno de los temas usados en esta poesía, a través de la literatura expresan la intención de librarse de las normas sociales expuestas y estándares.
En cuanto al estilo, a lo que nivel léxico refiere, el vocabulario pertenece a los mismos campos semánticos del tipo de decepción, insatisfacción, desilusión, amor o muerte; además también, de ambientes como: la noche, ruinas, naturaleza desbordante, ambientes misteriosos o exóticos.
En cuanto a la métrica, se usa versos y estrofas como la octavilla aguda, combinación de versos cortos y largos. También se usan estrofas tradicionales como el romance (octosílabos, rimas en pares y sueltos los impares con rima asonante).
En general, el estilo de la poesía romántica es exaltado, pasional y desbordado, y emplean muchas exclamaciones e interrogaciones retóricas.

## Principales poetas del periodo Romanticismo
- Alemania: Novalis, E. T. A. Hoffmann
- Escocia: Robert Burns
- Estados Unidos: Walt Whitman, Edgar Allan Poe, Henry Wadsworth Longfellow, Ralph Waldo Emerson, Andrew Witbeck
- Francia: Alphonse de Lamartine, Victor Hugo, Alfred de Musset
- Inglaterra (los «Seis grandes de la literatura romántica»): William Blake, Lord Byron, Samuel Taylor Coleridge, Percy Bysshe Shelley, William Wordsworth, John Keats
- Italia: Giacomo Leopardi, Alessandro Manzoni
- Brasil: Álvares de Azevedo, Castro Alves
- Polonia: Adam Mickiewicz, Juliusz Słowacki, Zygmunt Krasiński
- Rumanía: Mihai Eminescu
- Rusia (la «Edad de Oro de la poesía rusa»): Aleksandr Pushkin, Mikhail Lermontov, Fiódor Tiútchev, Evgeny Baratynsky
- España: Gustavo Adolfo Bécquer, José de Espronceda, Rosalía de Castro
- Suecia (los «Cuatro Grandes de la poesía romántica sueca»): Esaias Tegnér, Erik Johan Stagnelius, Erik Gustaf Geijer, Per Daniel Amadeus Atterbom
- Cuba: José María Heredia, considerado como el primer poeta romántico de Hispanoamérica.
- Venezuela: Juan Antonio Pérez Bonalde
- Colombia: Jorge Isaacs, Rafael Pombo

## Poetas románticos menores
- Alemania: Clemens Brentano, Joseph von Eichendorff, Achim von Arnim.
- Argentina: Esteban Echeverría, Hilario Ascasubi, Estanislao del Campo, Walter Faila, José Hernández.
- Dinamarca: Adam Oehlenschläger, Jakob Orbesen.
- España: Ros de Olano y Carolina Coronado.
- Escocia: James Macpherson, Walter Scott.
- Eslovenia: France Prešeren.
- Finlandia: Johan Ludvig Runeberg, Zacharius Topelius.
- Francia: Alfred de Vigny, Gérard de Nerval, Leconte de Lisle.
- Hungría: Sándor Petőfi.
- Inglaterra: Robert Southey, Thomas Moore, James Henry Leigh Hunt, Thomas Chatterton, John Clare, Anna Laetitia Barbauld, Lady Anne Lindsay.
- Portugal: Almeida Garrett.
- República Checa: Karel Hynek Mácha.
- Rusia: Vasili Zhukovski, Konstantín Batiushkov.
- Rumanía: Veronica Micle
- Sudán: Rashad Hashim.
- Suecia: Viktor Rydberg.
- Ucrania: Taras Shevchenko.
- Chile: Luis Cordova.